# Raffaele Nogaro

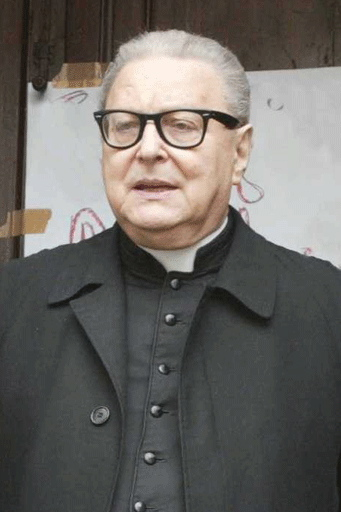
Raffaele Nogaro

Raffaele Nogaro (* 31. Dezember 1933 in Gradisca di Sedegliano) ist Altbischof von Caserta.

## Leben
Raffaele Nogaro empfing am 29. Juni 1958 die Priesterweihe. Johannes Paul II. ernannte ihn am 25. Oktober 1982 zum Bischof von Sessa Aurunca.
Der Erzbischof von Udine, Alfredo Battisti, weihte ihn am 9. Januar des nächsten Jahres zum Bischof; Mitkonsekratoren waren Emilio Pizzoni, Weihbischof in Udine, und Vittorio Maria Costantini OFMConv, Bischof von Sessa Aurunca.
Am 20. Oktober 1990 wurde er zum Bischof von Caserta ernannt. Am 25. April 2009 nahm Papst Benedikt XVI. seinen altersbedingten Rücktritt an.